# U-901
| U-901                      | U-901                                                          | U-901                                                          |
| -------------------------- | -------------------------------------------------------------- | -------------------------------------------------------------- |
|                            |                                                                |                                                                |
|                            |                                                                |                                                                |
|                            |                                                                |                                                                |
| Під прапором               | Третій рейх                                                    | Третій рейх                                                    |
| Спуск на воду              | 9 жовтня 1943 року                                             | 9 жовтня 1943 року                                             |
| Виведений зі складу флоту  | 15 травня 1945 року                                            | 15 травня 1945 року                                            |
| Сучасний статус            | потоплено                                                      | потоплено                                                      |
| Проєкт                     |                                                                |                                                                |
| Тип ПЧ                     | Торпедний ДПЧ                                                  | Торпедний ДПЧ                                                  |
| Основні характеристики     |                                                                |                                                                |
| Швидкість (надводна)       | 17,7 вузла                                                     | 17,7 вузла                                                     |
| Швидкість (підводна)       | 7,6 вузла                                                      | 7,6 вузла                                                      |
| Робоча глибина занурення   | 100 м                                                          | 100 м                                                          |
| Гранична глибина занурення | 220 м                                                          | 220 м                                                          |
| Екіпаж                     | 44 особи                                                       | 44 особи                                                       |
| Розміри                    |                                                                |                                                                |
| Довжина найбільша (по КВЛ) | 67,1 м                                                         | 67,1 м                                                         |
| Ширина корпусу найб.       | 6,2 м                                                          | 6,2 м                                                          |
| Висота                     | 9,6 м                                                          | 9,6 м                                                          |
| Середня осадка (по КВЛ)    | 4,70 м                                                         | 4,70 м                                                         |
| Водотоннажність надводна   | 769 т                                                          | 769 т                                                          |
| Озброєння                  |                                                                |                                                                |
| Артилерія                  | одна палубна гармата калібру 88-мм, одна 20-мм зенітна гармата | одна палубна гармата калібру 88-мм, одна 20-мм зенітна гармата |
| Торпедно- мінне озброєння  | 4 носових і один кормовий ТА. 14 торпед або 26 мін             | 4 носових і один кормовий ТА. 14 торпед або 26 мін             |

U-901 — німецький підводний човен типу VIIC, часів Другої світової війни.
Замовлення на будівництво човна віддане 10 квітня 1941 року. Човен заклали на верфі суднобудівної компанії «Stettin Maschinenbau» у місті Щецин 1 січня 1942 року під заводським номером 14, спущений на воду 9 жовтня 1943 року. 29 квітня 1944 року увійшов до складу 4-ї флотилії. Також за час служби входив до складу 11-ї флотилії. Єдиним командиром підводного човна був капітан-лейтенант Ганс Шренк.
Човен виконав 1 бойовий похід, в якому не потопив та не пошкодив жодного судна.
Капітулював 15 травня 1945 року у Ставангері, Норвегія. 27 травня 1945 року переведено до Лізагаллі. Потоплено 5 січня 1946 року північніше Ірландії (55°50′ пн. ш. 08°30′ зх. д. / 55.833° пн. ш. 8.500° зх. д.) у рамках проведення операції «Дедлайт».